# Neivamyrmex melanocephalus
Neivamyrmex melanocephalus är en myrart som först beskrevs av Carlo Emery 1895.  Neivamyrmex melanocephalus ingår i släktet Neivamyrmex och familjen myror. Inga underarter finns listade i Catalogue of Life.

## Bildgalleri

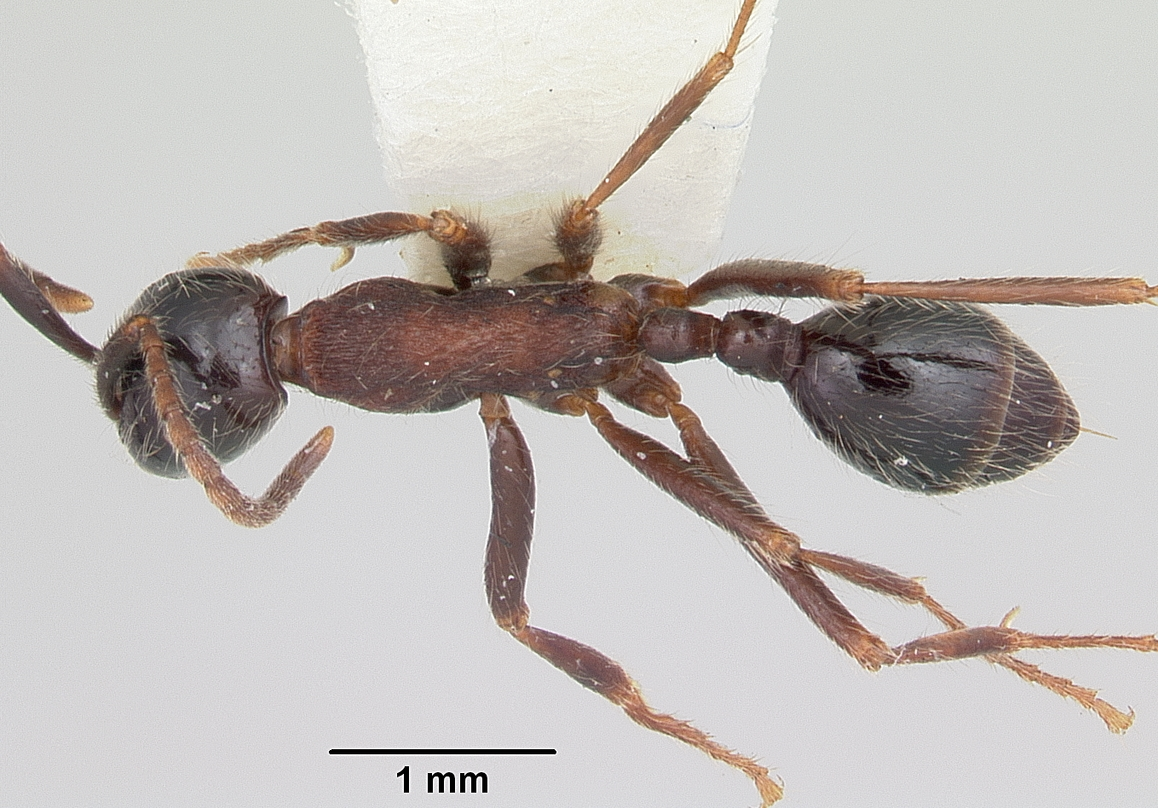
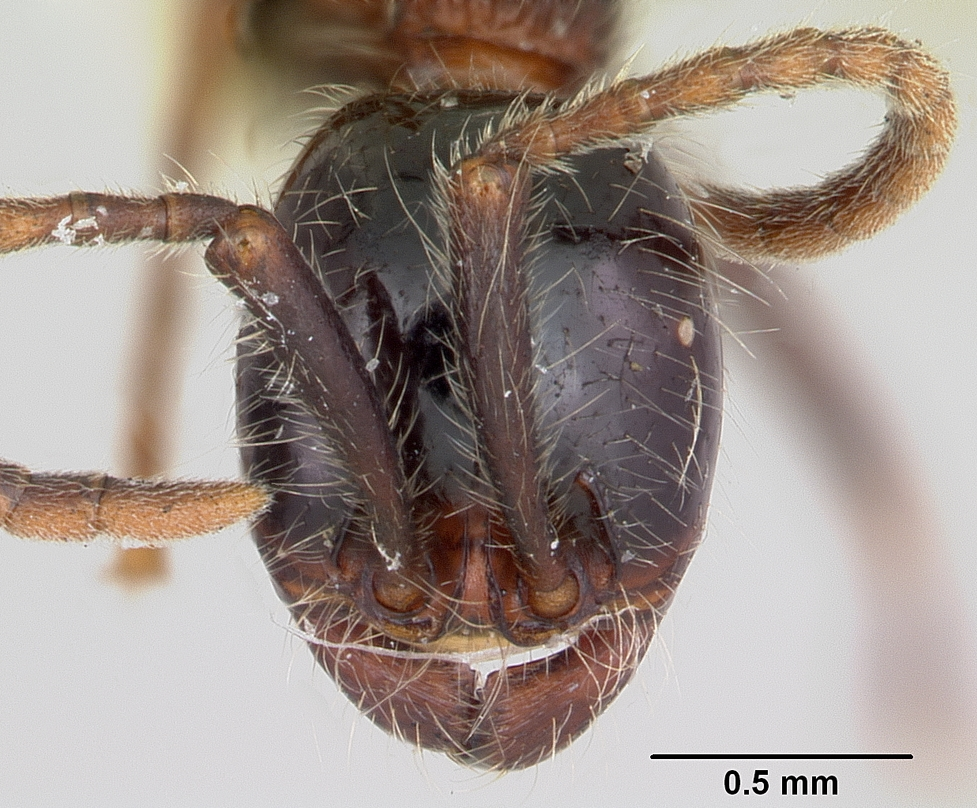
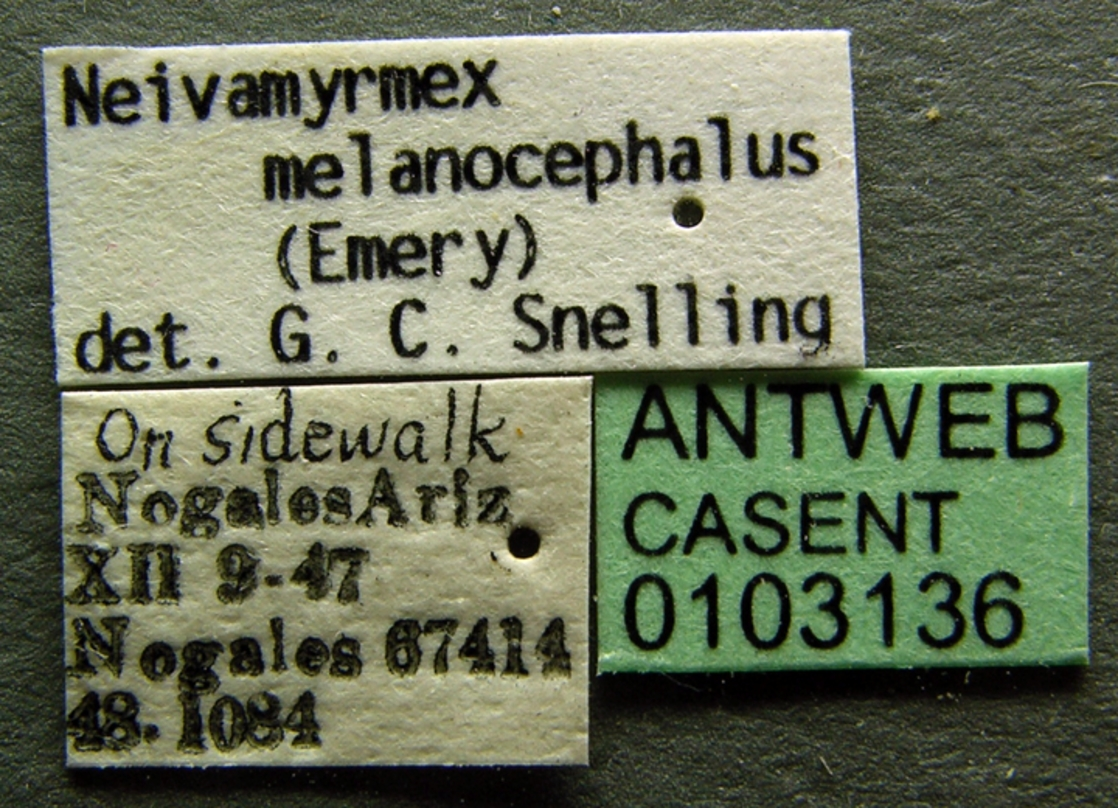
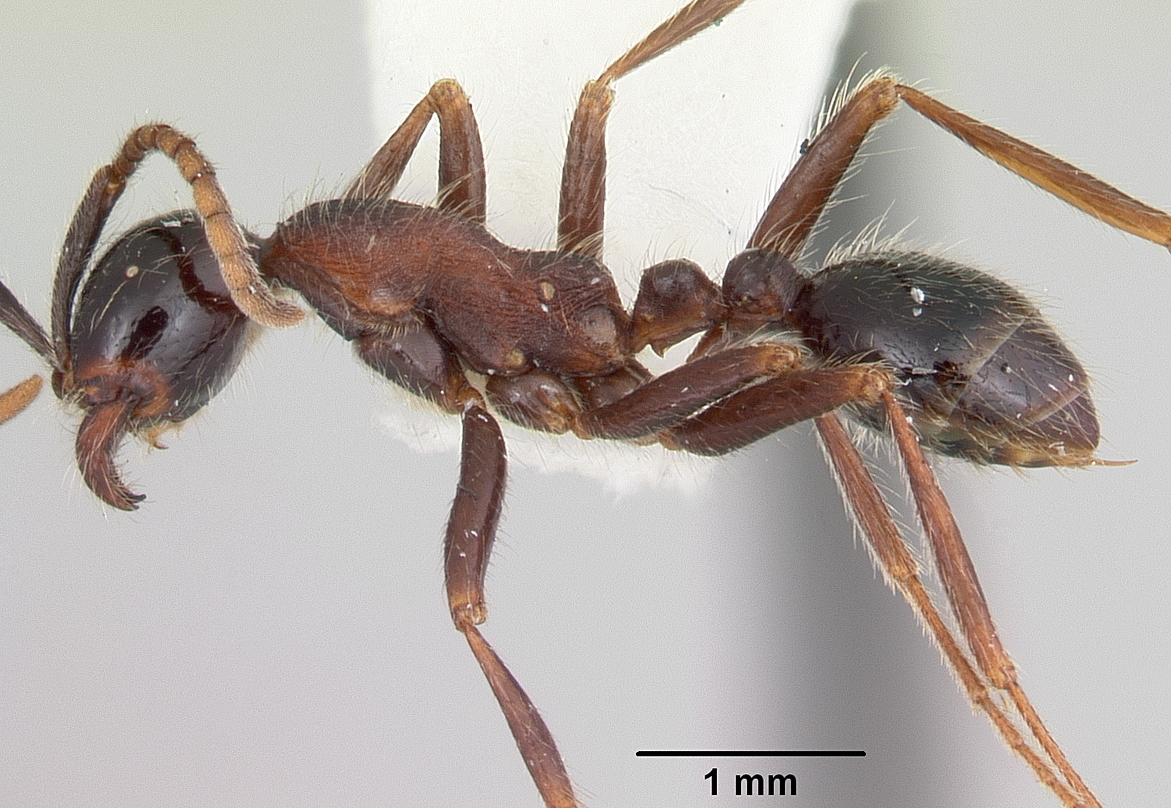